# Le donne sono deboli
Le donne sono deboli (Faibles femmes) è un film del 1959 diretto da Michel Boisrond.

## Trama
Francia, fine anni 50. Quando Arianna, Sabina ed Elena scoprono che il giovane e aitante Giuliano ha una relazione con ognuna di loro, oltre ad avere anche un'altra fidanzata che sembrerebbe essere quella "ufficiale", decidono di fargliela pagare in qualche modo. Organizzano quindi un piano per avvelenarlo ma senza successo. Dopo aver subito ulteriori tentativi di vendetta, Giuliano, confessa alla più giovane delle tre di essere veramente innamorato di lei dicendosi pronto a sposarla per dimostrare che non sta mentendo.

## Distribuzione
La pellicola è stata distribuita nelle sale cinematografiche francesi nel febbraio del 1959.

### Data di uscita
Alcune date di uscita internazionali nel corso del 1959 sono state:
- 11 febbraio 1959 in Francia (Faibles femmes)[2]
- 6 marzo 1959 in Italia
- 8 giugno 1959 negli Stati Uniti d'America (Women Are Weak)[3]

## Accoglienza

### Incassi
In Italia il film si è classificato al 35º posto tra i primi 100 film di maggior incasso della stagione cinematografica italiana 1958-1959.